# Антонио Михайлов
Антонио Михайлов е български футболист, офанзивен полузащитник. Играл е за дублиращия отбор на Милан, с който става и шампион на страната.

## Кариера
Роден е на 9 юни 1991. На 7 години заминава да живее в Италия с родителите си. Започва да тренира футбол в школата на Рогоредо 84 които са сателит на Бреша. По-късно е взет в детските формации на ФК Чимиано – сателитен отбор на Милан. След това преминава в Ломбардия Уно където Михайлов прави фурор, като отбелязва 18 гола в 23 мача. През 2006 подписва договор за 4 сезона с Милан. През сезон 2008/2009 става шампион с Берети (U18) на Милан, след като печелят финала срещу Ювентус. През сезон 2009/2010 става голмайстор на отбора на Милан вкарвайки 9 гола в 13 мача. Българинът пропусна част от срещите на младите „росонери“, защото е на лагер с младежкия национален тим на България. Hападателят вкарва и четири гола в мач срещу първите в класирането Пергокрема и специализирано издание за юношески футбол на Ботуша дава максималната оценка на Михайлов. По принцип в Италия десетки се пишат изключително рядко, дори на футболистите в Серия А. През лятото на 2010 е пред трансфер в швейцарския Винтертур, но в последния момент трансфера пропада . След като изтича договорът му с Милан, Литекс го търсят и канят на проби. Антонио изкарва един ден проби в Литекс, но Любослав Пенев не го одобрява. Скоро след това талантът подписва със Сливен, но изиграва само 2 мача и разтрогва контракта поради финансови причини преди началото на пролетния полусезон.